# Merrifieldia hedemanni
Merrifieldia hedemanni is een vlinder uit de familie vedermotten (Pterophoridae). De wetenschappelijke naam is voor het eerst geldig gepubliceerd in 1896 door Rebel.
De soort komt voor in Europa.